# Riesengrundschanze
Die Riesengrundschanze (vormals Böttrich-Schanze) war die größte Skisprungschanze im ehemaligen Bezirk Dresden.

## Lage
Sie befand sich im Riesengrund in Hirschsprung etwa in der Mitte zwischen Kohlgrund und dem Anfang des Bärsgründelweges.

## Geschichte
Die Schanze wurde 1923 erbaut und erhielt kurze Zeit später den Namen Böttrich-Schanze. 1931 fand eine erste Erweiterung des Absprungbereiches statt. Kurz nach dem Zweiten Weltkrieg wurde die Schanze erstmals instand gesetzt.
1962/63 erfolgte erneut einer Erweiterung der Anlage. Es wurde ein Anlaufgerüst, ein Schanzenvorbau und ein Kampfrichterturm aus Holz errichtet. Das dabei verwendete Material stammte zum Teil von der abgebrochenen Schanze des Friedens am Geisingberg. Seit 1964 war die Schanze zudem mit Kunststoffmatten ausgestattet.
1988 fanden die letzten Wettkämpfe statt und im Jahre 2006 wurde die Schanze schließlich vollständig abgebrochen. Der Standort gerät seither zunehmend in Vergessenheit, da er sich selbst überlassen bleibt und die Natur das abgeräumte Gelände zurückerobert.